# 도시행정
도시행정은 도시화로 인해 생겨난 갖가지의 도시문제를 민주적·효율적으로 해결하고 앞으로 생겨날 수 있는 도시문제를 미연에 방지하여 도시를 쾌적하고 편리한 생활공간으로 만들기 위하여 도시정책을 수립·집행하는 활동이다. 따라서 도시행정에 있어서는 도시화로 야기된 여러 가지 도시문제들을 해결하기 위한 정책을 수립(→정책결정)·집행하고, 앞으로 예측되는 행정수요의 변동에 대응하기 위하여 도시행정체제의 개선과 도시 공공 서비스의 확충 등을 하게 된다.

## 종류
도시행정은 진개처리(塵芥處理)·도로관리와 같은 환경행정, 교육·아동복지와 같은 대인행정(對人行政), 경찰·위생규제와 같은 보안행정, 주택·모자보건 등 사회복지행정, 상하수도·통신 등의 기반행정(基盤 行政), 버스의 시영(市營)·공설시장 등의 기업행정 등으로 다양하게 분류된다.

### 환경행정
환경보전을 위한 행정. 보다 구체적으로 말하여 환경행정이란 각종 산업의 비약적인 발달과 인구의 도시 집중 등으로 인하여 생겨나는 환경오염문제를 효율적으로 해결하고 앞으로 예측되는 환경오염을 미연에 방지하여 쾌적한 생활 환경의 조성·유지와 자연환경의 관리·보전을 위하여 환경보호 및 공해 대책에 대한 정책을 수립(→정책형성)·집행하는 활동을 말한다.

### 사회복지행정
사회복지행정은 사회복지와 행정의 복합어로 행정은 관리, 경영, 운영 등과 그 밖의 여러 가지 의미로 사용되고 있으며 단체나 조직에서 필요로 하는 기능이다. 사회복지행정의 발전과정을 보면 하나는 일반경영이론에 기초를 두고 시설관리론으로서 발전한 것과 다른 하나는 행정이 비대화하여 사회복지분야에 영향을 미치고 국민의 생존권보장에 대한 국가의 책임이 높아져 국가에 의한 복지행정이 강화되기에 이른 것이다.